# Mount Walton
Mount Walton är ett berg i Antarktis. Det ligger i Östantarktis. Nya Zeeland gör anspråk på området. Toppen på Mount Walton är 2 460 meter över havet, eller 281 meter över den omgivande terrängen. Bredden vid basen är 10,1 km.
Terrängen runt Mount Walton är platt åt nordväst, men åt sydost är den kuperad. Trakten är obefolkad. Det finns inga samhällen i närheten.